# ماردونيوس
ماردونيوس (بالفارسية: ماردونياي) هو قائد عسكري فارسي أخميني، قاد عدة حملات عسكرية لاحتلال اليونان القديم خلال الحروب الفارسية اليونانية، كان ابن جوبارو أحد النبلاء الفرس، اتخذه داريوس الاول قائدًا لجيوشه وذلك بعد أن تزوج داريوس من شقيقة ماردونيوس أرتوزوستري، كان واحدًا من قادة الحرب الإيونية الفُرس وكان له دور كبير في انتصار الأخمينيين، قتل ماردونيوس في معركة بلاتيا في سنة 479 ق م.